# Sergio Curto
Sergio Curto (Quero, 20 de julio de 1922 – Montevideo, 28 de junio de 2002) fue un artista plástico uruguayo de origen italiano. Pintor figurativo naturalista autor de numerosas obras al óleo, acuarela y otros materiales, aplicando diferentes estilos artísticos como impresionismo y clásico.  Destacado retratista y paisajista cuyas obras figuran en museos,  instituciones y colecciones de arte en Uruguay y en el exterior.

## Biografía
Aunque nacido en la provincia de Belluno en Italia a los once años de edad, se trasladó con su familia a Montevideo.   
En 1942 obtiene una beca por oposición en el Círculo de Bellas Artes donde estudia Historia del Arte con el profesor Rodríguez Pintos. Más adelante ingresa a la Escuela de Bellas Artes. Donde estudió dibujo con Enzo Kabregú, dibujo y pintura con Domingo Giaudrone y modelado con el escultor Luis P. Cantu. En ausencia del maestro Giaudrone le sustituye con los alumnos de su taller, comenzando así su experiencia docente, una práctica que continuó durante toda su vida. Además de la docencia fue un investigador de nuevas técnicas pictóricas, que puso en práctica en sus obras retratísticas y de paisajes. 

## Obra
- A partir de 1943 se integra al Salón Nacional de Bellas Artes e intervino en 48 exposiciones colectivas y múltiples exposiciones individuales.
- En 1994 es invitado por el gobierno italiano a exponer en su región natal.
- A lo largo de los años obtuvo múltiples premios, medallas de oro en varios salones y premios adquisición del Banco República.

Sus obras se encuentran hoy en museos e instituciones públicas como: Museo Nacional de Artes Visuales, Museo Municipal de Bellas Artes, Banco República, y múltiples organismos estatales, así como en colecciones privadas de Uruguay y de otros países.  